# Vigy
Vigy – miejscowość i gmina we Francji, w regionie Grand Est, w departamencie Mozela.
Według danych na rok 1990 gminę zamieszkiwały 1172 osoby, a gęstość zaludnienia wynosiła 69 osób/km² (wśród 2335 gmin Lotaryngii Vigy plasuje się na 327. miejscu pod względem liczby ludności, natomiast pod względem powierzchni na miejscu 265.).